# Zelomorpha rufimana
Zelomorpha rufimana är en stekelart som först beskrevs av Brulle 1846.  Zelomorpha rufimana ingår i släktet Zelomorpha och familjen bracksteklar. Inga underarter finns listade i Catalogue of Life.